# لوبیا پخته
لوبیا پخته خوراکی است بیشتر شامل لوبیا که گاهی تنوری شده اما معمولاً به صورت آب‌پز است و در سس خاصی قرار دارد. بیشتر کنسروهای لوبیا، از لوبیا چیتی تشکیل شده‌است. در ایرلند و بریتانیا لوبیا معمولاً در سس گوجه فرنگی ارائه می‌شود و معمولاً آن را دوباره سرخ می‌کنند یا به عنوان بخشی از صبحانه کامل انگلیسی، ایرلندی یا اسکاتلندی خورده می‌شوند.
لوبیا پخته بوستون در سسی که از ملاس و گوشت خوک نمک سود شده تهیه شده، ارائه می‌شود این نوع خوراک لوبیا چنان شهرت یافته که گاهی به شهر آن شهر لوبیا گفته می‌شود. در سراسر آمریکا لوبیای قرمز به همراه سسی از شکر قهوه‌ای، شکر، شربت ذرت به فراوانی یافت می‌شود.
خوراک لوبیای استان کبک کانادا با شیره درخت افرا درست می‌شود. این خوراک لوبیا کاملاً پخته‌است و بی درنگ پس از بازکردن در کنسرو می‌توان آن را خورد.
در ایران نیز لوبیا بیشتر در ساندویچی ها به صورت آماده با روغن حیوانی یا روغن زیتون و... سرو می شود.